# Pseudoligosita curvata
Pseudoligosita curvata är en stekelart som först beskrevs av Lin 1994.  Pseudoligosita curvata ingår i släktet Pseudoligosita och familjen hårstrimsteklar. Inga underarter finns listade i Catalogue of Life.